# Eisflockenpunkt
Der Eisflockenpunkt ist ein Maß für die Frostschutzwirkung von Gefrierschutzmitteln. Der Eisflockenpunkt ist die Temperatur, bei der sich beim Abkühlen einer Flüssigkeit erste Eiskristalle zu bilden beginnen. Die angewandte Testmethode wird im ASTM-Standard D 1177 beschrieben. Die Absenkung des Eisflockenpunktes ist proportional zum Gehalt an Gefrierschutzmittel, daher kann aus einem gemessenen Eisflockenpunkt auf den Gehalt an Gefrierschutzmittel geschlossen werden, sofern die Art des Gefrierschutzmittels bekannt ist.
Eisflockenpunkte von Wasser-Ethylenglycolmischungen:
| Ethylenglycol (Vol.-%) | Eisflockenpunkt ( °C) |
| ---------------------- | --------------------- |
| 10                     | −4                    |
| 20                     | −9                    |
| 30                     | −17                   |
| 40                     | −26                   |
| 50                     | −39                   |